# بريسيلا تومي
بريسيلا تومي هي لاعبة تنس الطاولة فانواتية، ولدت في 23 مايو 1991 في بورت فيلا في فانواتو.

## وصلات خارجية
- بريسيلا تومي على موقع منظمة تنس الطاولة العالمي (الإنجليزية)
- بريسيلا تومي على موقع أوليمبيديا (الإنجليزية)
- بريسيلا تومي على موقع اتحاد ألعاب الكومنولث (مؤرشف) (الإنجليزية)